# 皮拉 (巴達霍斯女公爵)
皮拉（西班牙語：Pilar，1936年7月30日—2020年1月8日）是西班牙公主，祖父是西班牙国王阿方索十三世。她是巴塞罗那伯爵胡安和兩西西里王國的瑪麗亞·德·拉·瑪塞迪絲公主的长女。
早于1931年，西班牙第二共和国成立，阿方索十三世和家人流亡到法国巴黎、瑞士和意大利罗马。因此皮拉在法国出生，在罗马长大。1941年，她的父亲胡安成为西班牙王位继承人。1967年，她和西班牙贵族拉托雷子爵：路易斯·哥梅斯-阿赛博（Don Luis Gómez-Acebo y Duque de Estrada）结婚。
她的弟弟胡安·卡洛斯在1975年王朝第三次復辟成为西班牙国王。